# Токшики
Токши́ки (чув. Токшик) — деревня в Моргаушском районе Чувашской Республики. Входит в состав Большесундырского сельского поселения.

## География
Находится в северо-западной части Чувашии, на расстоянии приблизительно 16 км на север-северо-запад по прямой от районного центра села Моргауши у границы с Республикой Марий Эл.

## История
Известна с 1858 года как выселок деревни Вомбакасы. В XIX веке околоток деревни Корчакова 2-я (ныне не существует). В 1795 году было 22 двора; в 1858—227 жителей, в 1906 — 72 двора, 364 жителя, в 1926 — 81 двор, 357 жителей, в 1939 −351 житель, в 1979—202. В 2002 году было 38 дворов, в 2010 — 35 домохозяйств. В 1931 году был образован колхоз «Парижская ком¬¬муна», в 2010 действовали несколько фермерских хозяйств.

## Население
Постоянное население составляло 88 человек (чуваши 97 %) в 2002 году, 81 в 2010.